# Штанько Пилип Феофанович
Пилип Феофанович Штанько (2 липня 1905, Воронівка — 20 квітня 1993) — радянський офіцер, Герой Радянського Союзу, в роки радянсько-німецької війни командир 56-ї мотострілецької бригади двадцять третього Будапештського танкового корпусу 2-го Українського фронту, полковник.

## Біографія
Народився 2 липня 1905 року в селі Воронівка (нині Городищенського району Черкаської області) в сім'ї селянина. Українець. Закінчив 4 групи сільської школи в 1918 році. Працював у сільському господарстві, займався хліборобством.
У Червоній Армії з грудня 1927 року. Служив помічником комвзводу в 4-м кавказькому полку 2-ї стрілецької дивізії. Член ВКП(б) з 1930 року. У 1930 році закінчив Київську школу червоних командирів. Після того служив у Київському особливому військовому окрузі (КОВО) командиром стрілецького взводу та роти в 71-му стрілецькому полку 24-ї стрілецької дивізії, командиром кулеметної роти в 22-й стрілецькій бригаді, командиром мотострілецького батальйону в 26-й танковій бригаді, помічником начальника штабу 131-го стрілецького полку 44-ї стрілецької дивізії. Із серпня 1938 року служив начальником організаційно-мобілізаційного відділу штабу КОВО. У серпні — листопаді 1941 року — слухач курсів «Постріл» в місті Солнєчногорськ.
Учасник радянсько-німецької війни з червня 1941 року. Був начальником штабу і командиром стрілецького полку, командиром мотострілецької бригади. Воював на Західному, Південно-Західному, 3-му і 2-му Українських фронтах. У боях тричі поранений.
Брав участь:
- в обороні Києва, в оборонних боях на ближніх підступах до Москви, в контрнаступ під Москвою та звільнення міста Можайськ — у 1941—1942 роках;
- в боях у районі Ржевсько-Вяземського виступу — у 1942 році;
- у звільненні міст Гжатськ (Гагарін), Вязьма, у відвоюванні Донбасу, міст Бахмут, Красноармійськ, у боях за місто Запоріжжя та по ліквідації Нікопольського плацдарму — в 1943—1944 роках;
- в Березнегувато-Снігурівський, Яссько-Кишинівській операціях, у тому числі у визволенні міст Новий Буг, Тиргу-Фрумос, Роман, Бакеу, в боях у Карпатах, в Дебреценській і Будапештській операціях — у 1944 році;
- в боях у районі міста Секешфегервара і за місто Будапешт, у визволенні Чехословаччини — в 1945 році.

Вміло керував бойовими діями бригади в боях при звільненні Румунії. У серпні 1944 року бригада стрімко форсувала річку Сирет в районі міста Роман, зіграла важливу роль у звільненні міст Тиргу-Фрумос, Бакеу і захопленні Ойтузького перевалу, забезпечивши вихід радянських військ до Трансильванії.
Указом Президії Верховної Ради СРСР від 13 вересня 1944 року за зразкове виконання бойових завдань командування на фронті боротьби з німецько-фашистськими загарбниками і проявлені при цьому мужність і героїзм полковнику Штаньку Пилипу Феофановичу присвоєно звання Героя Радянського Союзу з врученням ордена Леніна і медалі «Золота Зірка» (№ 2572).
Після війни продовжував службу в армії, командував 33-м гвардійським мотострілецьким полком 9-ї гвардійської танкової дивізії 2-ї гвардійської механізованої армії у складі Групи радянських окупаційних військ у Німеччині (ГРОВГ). З вересня 1949 року служив начальником відділу кадрів 21-ї механізованої армії, а з жовтня 1951 року — 7-ї механізованої армії МО СРСР.
З листопаду 1955 року полковник П. Ф. Штанько — в запасі. Жив у місті Мелітополі Запорізької області. 20 квітня 1993 року вкоротив собі віку після того, як грабіжники поцупили його бойові нагороди . Похований у Мелітополі.

## Нагороди
Нагороджений двома орденами Леніна (13.09.44; 21.08.53), трьома орденами Червоного Прапора (03.10.43; 08.06.45; 24.06.48), орденами Суворова 2-го ступеня (28.04.45), Богдана Хмельницького 2-го ступеня (19.03.44), Вітчизняної війни 1-го ступеня (06.04.85), двома орденами Червоної Зірки (28.03.42; 03.11.44), медалями «За відвагу» (01.09.42), іншими медалями.